# Calamoncosis
Calamoncosis is een vliegengeslacht uit de familie van de halmvliegen (Chloropidae).

## Soorten
- C. aprica (Meigen, 1830)
- C. aspistylina Duda, 1935
- C. duinensis (Strobl, 1909)
- C. glyceriae Nartshuk, 1958
- C. laminiformis (Becker, 1908)
- C. minima (Strobl, 1893)
- C. obscurifrons (Loew, 1858)
- C. oscinella (Becker, 1910)
- C. rhenana Wendt, 1994
- C. stylifera Nartshuk, 1971